# (95782) Hansgraf
(95782) Hansgraf est un astéroïde de la ceinture principale.

## Description
(95782) Hansgraf est un astéroïde de la ceinture principale. Il fut découvert le 24 mars 2003 à Needville par Joseph A. Dellinger. Il présente une orbite caractérisée par un demi-grand axe de 2,66 UA, une excentricité de 0,24 et une inclinaison de 13,0° par rapport à l'écliptique.

## Compléments